# Sarydschas
Der Sarydschas (kirgisisch Сарыжаз; russisch Сарыджа́з; chinesisch 阿克苏河, Pinyin Ākèsū Hé) ist ein Fluss im Tienschan im Südosten von Kirgisistan im Oblus Yssykköl.
Der Sarydschas bildet den Oberlauf des Kumarik in Kirgisistan. Der Sarydschas entsteht im äußersten Osten von Kirgisistan. Er wird vom Semjonow-Gletscher am Nordhang der Sarydschaskette gespeist. Von dort fließt er anfangs in Richtung Westen, knickt dann nach Süden ab. Die Fernstraße A364 folgt ab dieser Stelle etwa 40 km dem Flusslauf. Der Sarydschas nimmt den Nebenfluss Kuilju von rechts auf. Bei dem Dorf Engiltschek mündet der Engiltschek, der größte Nebenfluss des Sarydschas, von links in den Fluss. Knapp 10 km weiter südlich kurz vor der Einmündung des Kaindy von links endet die Fernstraße. Die Flüsse Ütschköl und Ak-Schyirak treffen von rechts auf den Sarydschas. Anschließend biegt der Sarydschas scharf nach Osten ab und durchbricht den Hauptkamm des Tienschan. Der Sarydschas erreicht nach 165 km die Grenze zur Volksrepublik China. Flussabwärts trägt der Fluss die Bezeichnung Kumarik. Das Einzugsgebiet des Sarydschas umfasst 12.900 km². Der mittlere Abfluss beträgt 140 m³/s.